# 목판화

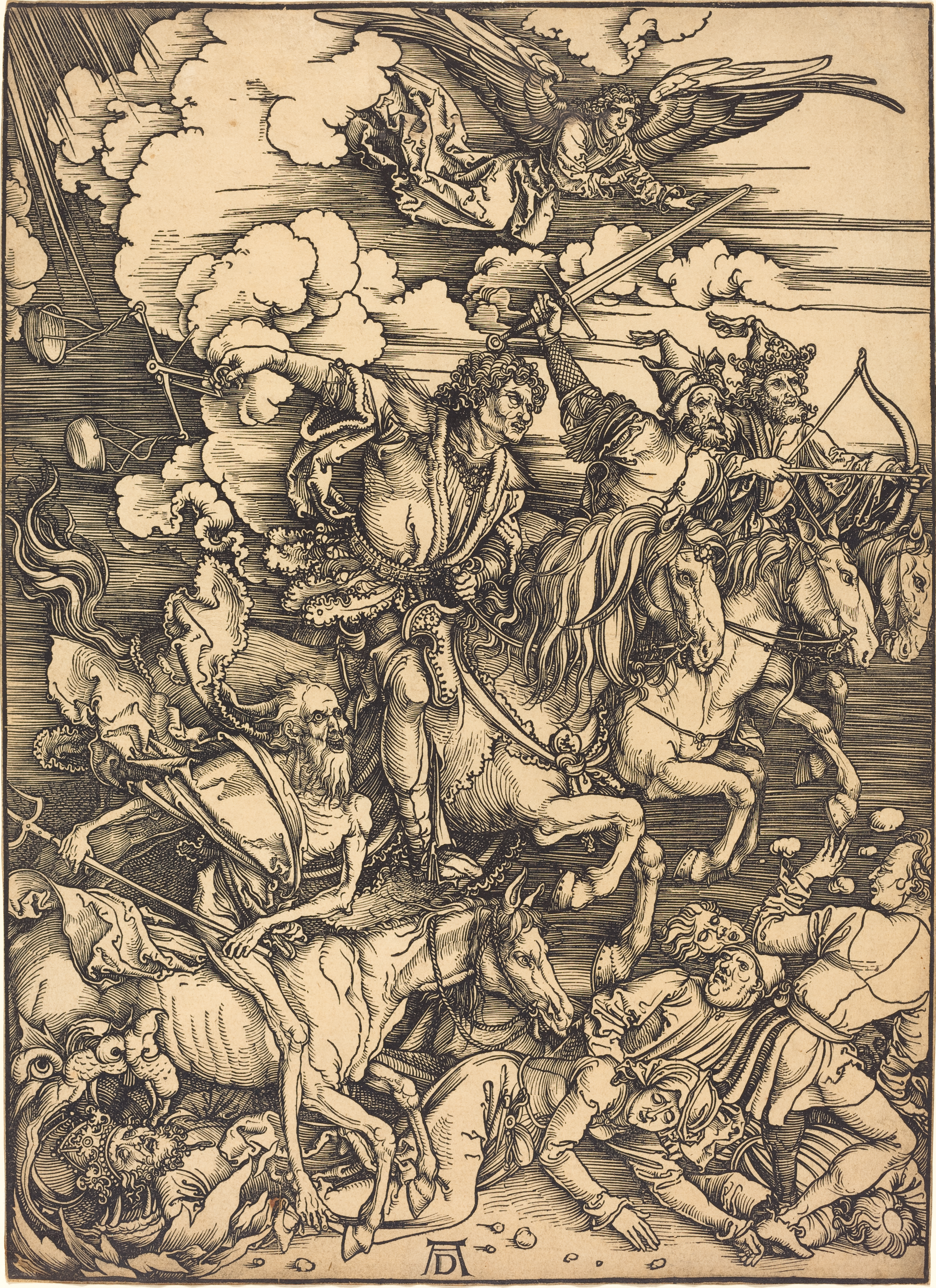
뒤러의 《묵시록의 4기사》

목판화(木版畫, 영어: woodcut) 또는 판각화(板刻畵)는 나무나 금속 따위를 이용해 그림을 새기는 판화이다. 널빤지에 금속이 작용하여 여러 가지 요철이 만들어질 수 있다. 칼이나 그 대용물의 형상(形狀), 취급의 상이에 따라서 그 요철은 일정치 않고, 무한한 가능성을 지니고 있다. 요철면에 그림물감을 칠하고 종이에 찍는다.
널빤지가 판(版)이 되고 그림이 되는 새김(彫)과 박음(刷)에 의한 독자적인 세계이다. 보통 철(凸)판의 대표로 생각되고 있는데 돋아오른 부분만이 종이에 찍혀지는 것도 아니고, 취급에 따라서는 요판(凹版)효과도 기대할 수 있는 소재이고, 널빤지 결을 사용하는 일반적인 목판 외에 딱딱한 나이테의 면을 사용하는 목절면 목판의 분야도 서양목판으로 알려지고 있다. 어느 분야에서도 판면의 나뭇결 본질의 변화나 선면(線面)의 기법도 많아 조판(彫版)·쇄판(刷版)과 함께 발달하여 단색(單色)에도 다색쇄(多色刷)에도 많은 명작이 있다.

## 판목
널빤지를 깎고 다듬어서 매끄러운 면으로 한 것이 판목이다. 대표적인 재료는 벚나무·후박나무·계수나무이고 그 밖에 참피나무·회양목 그리고 각종 합판(合版)도 사용된다. 평활한 널빤지로 나뭇결과 목질(木質)과의 경도차(硬度差)가 적어서 줄지 않는 재료라면 모두 사용할 수 있으며, 나뭇결의 흥미를 목적으로 하거나, 평활하게 되어 있지 않은 널빤지 또는 무른 널빤지도 특수한 효과로 사용된다. 벗나무는 붉은기가 있는, 광택이 아름답고 경고성의 차이에 따라 묵판(墨板=線彫用), 색판궤판(色板潰板=넓은 色面用) 등으로 불러 구분되고 있다. 후박나무는 녹회색, 계수나무는 적갈색 둘 다 연하여 다루기 쉽다. 회양목은 목절면 목판(木切面木版)의 판목으로서 알려져 있는데, 나뭇결용으로도 경질이므로 치밀한 작업이 가능하다.

## 조각도
판화에 사용되는 일반형(一般形)은 4종류이다. 칼끝의 형상이 창칼형(型)의 것이 판목도(版木刀), 넓적한 것이 평도(平刀), 둥근 구상(溝狀)의 도신(刀身) 선단에 날이 서 있는 둥근칼, 각(角)을 가진 구상으로 날도 각형인 삼각도(三角刀)로, 저마다 여러 가지 치수가 있다. 조금 큰 작업을 하기 위해서는 평칼을 크게 한 듯한 평도(平刀)·평착(平鑿=끌)·겨냥끌, 날끝이 둥근 끌, 둥근 칼의 대형인 환도·둥근끌이 있다. 그 밖에 목조도(木彫刀)나 목인도(木印刀)도 사용된다. 목절면 목판용에는 세모칼의 오목한 곳을 메운 듯한 뷰란, 톱니가 달려 있는 연발도, 원통상(圓筒狀)의 둥근끌 등이 있어서 손바닥에 꽉 쥘 수 있는 특수 손잡이가 붙어 있다.

## 형지

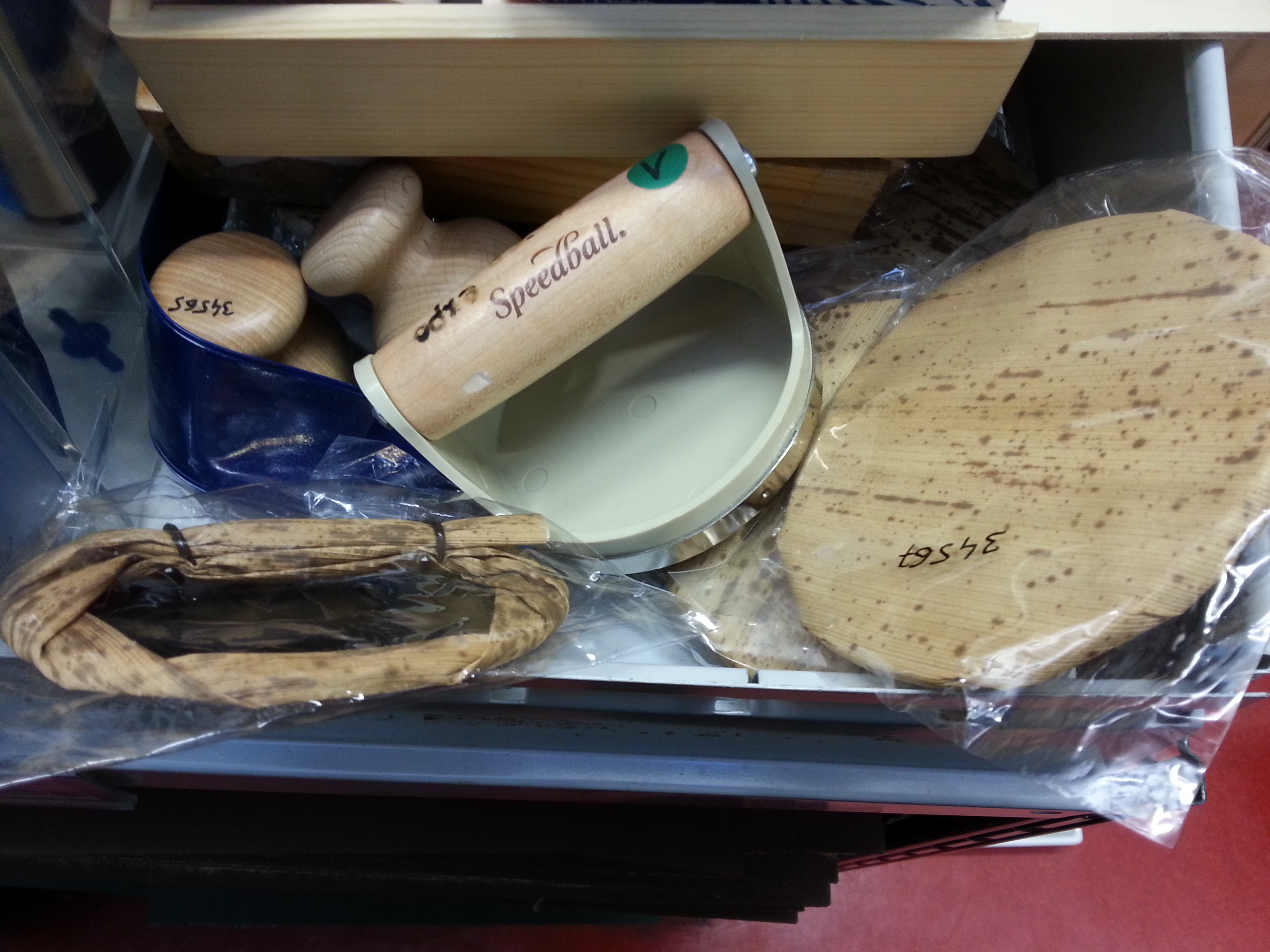
전통적 바렌과 현대적 바렌

형지(型紙)는 쇄압(刷壓)을 위한 탄력을 가진 특수한 도구로, 바렌(baren, 일본어: 馬楝, ばれん)이라고 알려져 있다. 재료는 대나무의 껍질과 한지, 감물, 옻칠 등이다. 대껍질의 속에 있는 막을 벗겨서 섬유를 가늘게 째고 몇 개를 합쳐서 한지로 꼰 노끈을 소용돌이형으로 만든 다음 감물을 칠한 것을 심으로 한다. 안피지(雁皮紙)를 원통(圓筒) 목형을 사용하여 원형으로 몇 겹이나 덧붙이고, 옻칠을 한 접시 모양의 형지받침에 심을 합쳐 대껍질을 넓혀서 안쪽으로 엎어놓고 끝을 서로 합쳐 묶어서 만든다. 간단한 것은 대껍질의 섬유 대신 한지로 꼰 노끈을 사용하고 형지받침에는 판지(板紙) 등이 사용된다. 최근에는 유성 그림물감 등이 흔히 사용됨에 따라 목판 프레스기도 등장하고 있다

## 제작 과정

### 밑그림
판하화(版下畵) 또는 판하(版下)를 말하며, 조판(彫版)에 착수하기 이전의 작업을 총괄하여 말할 경우도 있다. 판목(版木)에 직접 판하를 그리는 직접법과 스케치 그 밖의 플랜을 베끼는 전사법(轉寫法)이 있다. 직접법은 먹과 붓을 사용하여 판목에 그린다. 기준을 잡기 위하여 연필이나 목탄으로 미리 그려 놓는 것도 무방하다. 다 그리고 난 다음 말린 위에 전체적으로 엷은 먹을 칠한다. 엷은 먹 부분을 파나가는 것인데 이것은 조판작업의 진행을 정확하게 알기 위하여 칠하는 것이다. 전사법은 쇄판(刷版)할 때에 화면이 좌우 거꾸로 되는 것을 회피하기 위하여 마련한 얇은 종이에 먹으로 그린 것을 뒤집어서 판면에 붙인다. 이면(裏面)에서 그림이 잘 보이도록 반투명하고 그리고 튼튼한 종이가 필요하다. 얇은 미농지(美濃紙)나 안피지(雁皮紙)가 좋다. 풀은 종이면에는 바르지 않고 엷게 판면에 고루 편다. 종이를 엎어 놓고 주름이 지지 않도록 잘 밀착시킨다. 간단한 전사에는 카번지(먹지)를 사용한다. 트레이싱페이퍼(tracing paper) 따위에 약도(略圖)를 그리고 카번지를 끼우고 뒤집어 얹어 놓은 위에서 연필로 줄을 따라서 판면에 베낀다. 그것을 먹과 붓으로 직접 법의 판하(版下)처럼 완성한다.

### 조판
조판(彫版)은 칼 따위에 의하여 판(版)을 만들어 나가는 작업으로서 판화제작의 중심이다. 밑그림의 선에 칼이 그대로 따라갔다고 하더라도 칼이 만들어내는 선은 붓의 선을 넘어 버린다. 조판의 기본적인 기법은 두 가지로 나뉜다. 하나는 판목도(版木刀)에 의하여 파넣고 파내는 것으로서, 다른 하나는 평도·환도·삼각도 등에 의한 강면(鋼面)을 위로 해서 밀어나가며 파기, 이른바 찔러파기(突彫)이다.
창칼(版木刀)을 쥐는 방법은 크게 팔 때는 손잡이를 손 전체로 꼭 쥔다. 변화 있는 선이나 작게 파넣기에서는 연필이나 펜을 쥘 때와 마찬가지로 한쪽 손을 곁들여 미묘한 단계에서는 조절되도록 한다. 어느 것이나 다 밑그림의 선에 따라서 선의 방향으로 칼을 기울이면서 널빤지로 먹어 들어가게 한다. 경사가 직각에 가까울수록 깊이 파들어가게 되고 기울일수록 얕게 파진다. 직각을 넘어서 거꾸로 내경(內傾)하면 철면(凸面)의 모서리가 달아나 버리게 된다. 이 파들어가기에 예각으로 교차되도록 파내면 나무 부스러기가 잘려져서 구상(溝狀)에 요부가 생겨 철부가 떠올라 판이 되어 간다.  끝칼·둥근칼·세모칼의 종류는 이 파들어가기·파내기의 조각을 한꺼번에 하는 폭이다. 판면에 대한 각도가 깊을수록 요부도 깊게 되는데 지나치게 깊으면 앞으로 밀어지지 않는다. 나무결에 따르는 경우와 거슬리는 경우는 힘주는 방법도 다르지만 날끝이 잘 들면 칼을 쥔 쪽에 다른 쪽 손을 결들이기만 해도 밀어나가면서 쉽게 파진다. 커다란 면을 파내는 둥근 끌 등에서는 나무망치를 가볍게 사용한다.
삼각도는 예리한 V자형의 흠이, 평도나 둥근칼은 U자형의 홈이 생기고, 끝칼로는 난 폭만큼의 편편한 오목부가 생긴다. 창칼에 의한 선각(線刻) 사이를 오목하게 할 뿐 아니라 이들 밀어내는 홈은 독특한 선과 면이 되었을 때의 변화를 가지고 있다. 그러므로 이들의 단독사용에 의하여 판의 효과를 노릴 수도 있다. 끌칼은 또한 판농담법(板濃淡法)이라고 하여 창칼에 의하여 파고들어간 선을 향하여 편편한 면을 만듦으로써 쇄판에 있어서의 농담(濃淡)의 효과를 기대할 수 있다. 쇄판할 때의 그림물감이나 잉크의 종류에 따라서는 너무 지나치게 좁은 흠이 메워질 것도 생각할 수 있고, 넓은 요부에 나타나기도 한다. 합판을 사용할 때는 제일층을 파내면 부분의 상태에 따라서 크게 벗겨지는 일이 있으므로 너무 깊게는 팔 수가 없다.

### 쇄판
판면에서 종이까지의 공정을 쇄판이라 한다. 판면에 남은 밑그림의 종이나, 요부에 남은 작은 나무 부스러기를 정리하고 나사포(羅紗布)나 모포 등을 깐 위에 판을 놓고, 쇄판 작업 중 판이 미끄러지지 않도록 준비를 한다. 솔에 물을 묻히고 판면을 쓸어 습기를 준다. 먹이나 그림물감은 접시에 풀어 소량의 풀을 섞어서 농도(濃度)를 적당하게 조절한다. 애초에 풀을 섞는 것이 아니라 판면에 몇 군데 떨어뜨려 놓는 방법도 무방하다. 종이가 흡수성인 것은 분무기나 솔로 뿜거나 쓸어 물기를 주고 마른 종이를 덮은 다음, 형지를 재빨리 움직여서 전면에 쇄압을 가한다. 물기를 적게 하고 쇄압을 강하게 하지 않고서는 가볍게 누르면 이른바 농담쇄(濃淡刷)의 효과가 생긴다. 일문자(一文字) 또는 식농담(拭濃淡)이란 것은 넓은 평면에 칠한 그림물감 가장자리를 천 따위로 훔쳐내고 찍는 효과이다.
그림물감을 칠하지 않고 그냥 찍은 것을 공쇄(空刷)라 하여 판면의 볼록 부문이 종이에 새겨지고, 특히 강하게 쇄압을 가하면 지면에 볼록 부분의 광택이 나온다. 아교만으로 찍은 위에서 운모(雲母)의 분말을 뿌린 것을 운모쇄(雲母刷)라 하는데 풀이나 니스로 찍고 금은가루를 뿌리는 따위와 같은 종류의 시도도 있다. 수성 그림물감이나 먹을 사용한 쇄판 외에 유성재료에 의한 각종 그림물감으로 찍는 방법도 있다. 그림물감의 농도는 델레핀유 등으로 조정하는데, 용유량(溶油量) 많으면 기름투성이가 되어 버린다. 판면도 벤젠이나 페트럴 등 유성의 것으로 씻어서 준비한다.

## 목절면 목판
일반적인 목판 외에 딱딱한 나이테의 면을 사용하는 목판화로 18세기에 영국의 뷰익크(Bewick)에 의해 발명되었다. 치밀한 나이테를 가진 회양목·벚나무·배나무·동백나무 등을 사용한다. 나이테의 면이므로 흡수성이 크기 때문에 쇄판은 유성의 잉크를 사용한다. 판하(版下)의 전사는 널빤지의 결과 변함이 없는데, 조판(彫版)은 특수한 손잡이가 달린 자루를 손바닥에 대고, 손가락 끝을 도신(刀身)에 붙이고 방향을 조절하면서 밀며 파나간다. 주된 도구는 조각동판(彫刻銅版)에서 온 뷰란으로써 한 번 밀면 몇 가닥의 선이 파지는 연발식도 많이 사용된다. 음각된 백선(白線)의 밀도에 의하여 명암의 톤을 표현하는 데에 특색이 있으며 이를 백선조(白線彫)라고 한다.

## 같이 보기
- 에칭
- 우키요에
- 목판 인쇄

## 참고 문헌
- 이 문서에는 다음커뮤니케이션(현 카카오)에서 GFDL 또는 CC-SA 라이선스로 배포한 글로벌 세계대백과사전의 내용을 기초로 작성된 글이 포함되어 있습니다.